# Кристиан Ванде Велде
Кристиан Ванде Велде (на английски: Christian Vande Velde) е американски професионален колоездач, роден на 22 май 1976 в Лемонт, Илинойс. От 1998 г. е професионален състезател. Неговият най-голям успех е победата в Обиколката на Люксембург през 2006.

## Досегашни отбори
- 2008 Garmin-Chipotle
- 2007 Team CSC
- 2006 Team CSC
- 2005 Team CSC
- 2004 Liberty Seguros
- 1998 – 2003 US Postal Service Pro Cycling Team

## Успехи
2008
3-то място Обиколка на Калифорния
победител в един етап-Circuit de la Sarthe
Носител на розовата фланелка за един ден в Обиколка на Италия
2006
Победител в Обиколка на Люксембург